# Овация (Древний Рим)
Ова́ция (лат. ovātiō, от ovāre — «ликовать») представляла собой уменьшенную форму триумфа в Древнем Риме. Овации присуждались при победе над врагом, но не в случае войны, объявленной на уровне государства, а в случае менее значительных врагов (рабы, пираты), или когда конфликт был разрешён с небольшой кровью или небольшой опасностью для армии.
Полководец, праздновавший овацию, не въезжал в город на колесницах, запряжённых двумя белыми лошадьми, как в случае триумфа, а обычно шёл в тоге магистрата с пурпурными полосами (toga praetexta). При триумфе полководцы надевали полностью пурпурную тогу, украшенную золотой вышивкой (toga picta).
Награждённый полководец также надевал венок из мирта (посвящённый Венере), тогда как при триумфе надевали лавровый венок. Римские сенаторы не шли впереди полководца, солдаты также не участвовали в процессии.
Возможно, наиболее торжественную овацию в истории отпраздновал Марк Лициний Красс после победы над Спартаком — в частности, ему позволили надеть лавровый венок триумфатора вместо миртового.
Единственным известным римлянином, который дважды получил овацию, был Октавиан Август (в 40 и 36 годах до н. э.).

## Обладатели овации
В период республики овацию отпраздновали 23 человека:
- 503 до н. э. — Публий Постумий Туберт[3]
- 487 до н. э. — Гай Аквилий Туск[4]
- 474 до н. э. — A. Manlius Volso[5]
- 462 до н. э. — T. Veturius Geminus Cicurinus[5]
- 421 до н. э. — Cn. Fabius Vibulanus[6]
- 410 до н. э. — C. Valerius Potitus Volusus[7]
- 390 до н. э. — Марк Манлий Капитолин[8]
- 360 до н. э. — M. Fabius Ambustus[5]
- 290 до н. э. или 289 до н. э. — Маний Курий Дентат[9]
- 211 до н. э. — Марк Клавдий Марцелл[10]
- 207 до н. э. — Гай Клавдий Нерон[11]
- 200 до н. э. — L. Cornelius Lentulus[12]
- 196 до н. э. — Cn. Cornelius Blasius[5]
- 195 до н. э. — M. Helvius[5]
- 191 до н. э. — Марк Фульвий Нобилиор[5]
- 185 до н. э. — L. Manlius Acidinus Fulvianus[13]
- 182 до н. э. — A. Terentius Varro[14]
- 174 до н. э. — Ap. Claudius Centho[5]
- 132 до н. э. — Марк Перперна[15]
- 99 до н. э. — Маний Аквилий[16]
- 71 до н. э. — Марк Лициний Красс[17]
- 44 до н. э. — Юлий Цезарь[5]
- 40 до н. э. — Октавиан Август[5]
- 40 до н. э. — Марк Антоний[5]
- 36 до н. э. — Октавиан Август (2-й раз)[5]

В период Римской империи овацию получили:
- 11 до н. э. — Децим Клавдий Нерон[18]
- 9 до н. э. (утверждён 11 до н. э.) — Тиберий[19]
- 20 — Тиберий Друз Клавдий Юлий Цезарь Нерон[20]
- 40 — Калигула[21]
- 47 — Авл Плавтий[22]
- 55 — Нерон[23]
- 93 — Домициан[24]